# 富士見町石井
富士見町石井（ふじみまちいしい）は、群馬県前橋市の地名。旧富士見村時代は、住所で勢多郡富士見村大字石井の地域である。また、前橋市合併後は粕川町と同じように村名の富士見村が富士見町となり、そのあと大字名がつくため前橋市富士見町○○となる。面積は6.94km2(2013年現在)。郵便番号は371-0105。

## 地理
赤城山南西の裾野部に位置している。前橋市北部の概ね標高250～450メートル付近に位置する地域である。細ヶ沢川が地域の中央を北から南西に流れている。群馬用水が地域の南部を西から南東に流れている。

### 河川・用水
- 細ヶ沢川
- 群馬用水

### 隣接地区
北は富士見町赤城山、東は富士見町小暮（赤城白川で隔てられている）、西は富士見町市之木場、富士見町漆窪、南は富士見町田島、富士見町小沢に接している。

## 歴史
戦国時代頃からある地名だった。寛永12年からは前橋藩領だった。

### 年表
- 1889年 市町村制が施行され、石井村は近隣13村と合併し南勢多郡富士見村ができる。そのため群馬県南勢多郡富士見村大字石井となる。
- 1896年 郡統合（東群馬郡と南勢多郡の統合）により勢多郡に所属し勢多郡富士見村大字石井となる。
- 1993年4月1日 地域内を通っていた群馬県道大間々宮城子持線が国道353号に昇格し、地域内に初めて国道が通る事となる。
- 2009年 富士見村が前橋市へ編入合併したため、群馬県前橋市富士見町石井となる。
- 2017年5月12日 当町の全域が区域となっている、前橋・赤城地域がチッタスロー国際連盟に加盟する[6]。

### 地名
古くは「石居」の字を用いていたが、和銅年間頃にはすでに「石井」の里といったと伝えられている。

## 世帯数と人口
2017年（平成29年）8月31日現在の世帯数と人口は以下の通りである。
| 町丁         | 世帯数  | 人口    |
| ------------ | ------- | ------- |
| 富士見町石井 | 997世帯 | 2,658人 |

## 小・中学校の学区
市立小・中学校に通う場合、学区は以下の通りとなる。
| 番地 | 小学校             | 中学校               |
| ---- | ------------------ | -------------------- |
| 一部 | 前橋市立石井小学校 | 前橋市立富士見中学校 |
| 一部 | 前橋市立白川小学校 | 前橋市立富士見中学校 |

## 交通

### 鉄道
町内に鉄道駅はない。

### バス
関越交通が運行を行っているデマンドバス方式のるんるんバスがある。
また同じく関越交通が、けやきウォーク前橋から前橋駅・中央前橋駅を経由して同町の富士見温泉までの路線バスの便と、富士見温泉から赤城山ビジターセンターへの便を運行している。
日本中央バスは富士見温泉線が石井経由で設定されている。

### 道路
国道353号が地域の中央を東西に、通称「石井県道」（前橋市道田島石井線）が地域の中央を南北に通っている。

## 施設
- 前橋市立石井小学校
- 石井幼稚園
- 道の駅ふじみ
- 珊瑚寺
- 世界名犬牧場
- 赤城メモリアルパーク
- 富入沢ダム

## 避難所
当町が避難対象区域となった場合、当町にある前橋市立石井小学校と隣接する富士見町小暮にある前橋市立白川小学校に避難する。